# Viscount Newhaven

Wappen der Viscounts Newhaven

Viscount (of) Newhaven war ein erblicher britischer Adelstitel in der Peerage of Scotland.
Der Titel wurde am 17. Mai 1681 von König Karl II. an den englischen Unterhausabgeordneten und Clerk of the Pipe Charles Cheyne verliehen. Zusammen mit der Viscountwürde wurde ihm er nachgeordnete Titel Lord Cheyne verliehen.
Beide Titel erloschen beim Tod von dessen Sohn, dem 2. Viscount, am 26. Mai 1728.

## Liste der Viscounts Newhaven (1681)
- Charles Cheyne, 1. Viscount Newhaven (um 1624–1698)
- William Cheyne, 2. Viscount Newhaven (1657–1728)